# AgustaWestland AW149
L'AgustaWestland AW149 est un hélicoptère militaire construit par la société AgustaWestland. Cette entreprise fusionne avec Leonardo-Finmeccanica en 2016, prend le nom en 2017 de Leonardo et l'appellation est depuis Leonardo AW149..

## Histoire
En 2006 les responsables d'AgustaWestland ont eu l'idée de développer un hélicoptère militaire de nouvelle génération destiné à concurrencer les appareils existants dans la catégorie des sept/huit tonnes (comme le Sikorsky UH-60 Blackhawk américain). Rapidement ils décidèrent de s'orienter vers un appareil proche dans sa définition du AW139. La ressemblance était telle que beaucoup de journalistes spécialisés annoncèrent qu'il s'agissait d'une version d'assaut de ce dernier. En fait il n'en était rien.
Rapidement l'appareil intéressa la Turquie qui recherchait alors un nouvel hélicoptère destiné au remplacement des différentes versions de ses vieux Bell UH-1 Iroquois. Cependant l'AW149 dut s'incliner face au Blackhawk. En août 2012 cette machine n'avait toujours pas fait l'objet de commande militaire.
En 2012 AgustaWestland propose l'AW149 comme appareil intermédiaire entre sa gamme plus légère et le NH90 européen.
Pour une commande officialisée le 1er juillet 2022 destinée aux Forces armées polonaises, il sera assemblé par PZL-Świdnik, la filiale polonaise de Leonardo.

## Caractéristiques
L'AW149 est un hélicoptère de transport militaire destiné aux missions d'assaut et de SAR. Il est construit en métal et matériaux composites et possède un train d'atterrissage tricycle semi-escamotable. Celui-ci a été renforcé pour résister aux atterrissages d'urgence et ainsi protéger au mieux les fantassins embarqués (jusqu'à 18 places) ainsi que les deux membres d'équipage.
L'armement est monté en sabord. À l'origine des mitrailleuses, il peut dans la version commandée en 2022 embarquer des paniers de roquettes et des missiles antichars et air-air.

## Développements
En juin 2011 AgustaWestland a dévoilé au Salon du Bourget la maquette à l'échelle 1 d'une version civile de l'appareil, désignée AW189. Cet hélicoptère vise notamment le marché du transport en mer.

## Opérateurs militaires
- Égypte - Marine égyptienne : 24 AW149 et 8 AW189 commandés par les forces armées égyptiennes, dans le cadre d'un accord d'une valeur de 871 millions d'euros[5].
- Pologne -  32 hélicoptères multirôles AW149 commandés le 1er juillet 2022 pour un montant de 8,25 milliards de zlotys [1,75 milliard d’euros]. Livraison prévue entre 2023 et 2029[6].
- Thaïlande - Armée royale thaïlandaise : 5 livrés à partir de 2018, premier client[7]. 4 livrés à la police royale thaïlandaise (non confirmé)[8].

## Aéronefs comparables
- Eurocopter EC175
- Mil Mi-8
- Mil Mi-17
- Mil Mi-38
- KAI Surion
- Harbin Z-20